# Mirrorball: Live & More
Mirrorball: Live & More — концертный альбом британской рок-группы Def Leppard, вышедший 7 июня 2011 года в форматах LP и CD+DVD.

## Об альбоме
В альбом вошли записи с концертов 2008—2011 годов, а также три новые студийные песни: «Undefeated» (по описанию Эллиота, «большие эпические рок-гимны… вроде „We Will Rock You“ с гитарами»), «Kings of the World» («с вокальной партией а-ля Queen или Extreme») и «It’s All About Believin'» («в стиле поп-рок»).
В первую неделю в США было продано порядка 20 000 копий и альбом занял 16-ю позицию в Billboard 200. Осенью 2018 года альбом получил золотой статус.
Allmusic оценила в 3,5 звезды из 5, отметив изменение голоса Эллиота «из металлического визга в грубый напев» и резюмировала, что «альбом куда лучше, чем многие фанаты могли себе представить».

## Список композиций
| №   | Название                      | Автор(ы)                            | с альбома                     | Длительность |
| --- | ----------------------------- | ----------------------------------- | ----------------------------- | ------------ |
| 1.  | «Rock! Rock! (Till You Drop)» | Кларк, Сэвидж, Ланг, Эллиот         | Pyromania                     | 3:55         |
| 2.  | «Rocket»                      | Эллиот, Коллен, Кларк, Сэвидж, Ланг | Hysteria                      | 4:29         |
| 3.  | «Animal»                      | Эллиот, Коллен, Кларк, Сэвидж, Ланг | Hysteria                      | 4:02         |
| 4.  | «C'mon C'mon»                 | Сэвидж                              | Songs from the Sparkle Lounge | 4:00         |
| 5.  | «Make Love Like a Man»        | Эллиот, Коллен, Кларк, Ланг         | Adrenalize                    | 5:56         |
| 6.  | «Too Late for Love»           | Эллиот, Уиллс, Кларк, Сэвидж, Ланг  | Pyromania                     | 5:17         |
| 7.  | «Foolin'»                     | Эллиот, Кларк, Ланг                 | Pyromania                     | 5:06         |
| 8.  | «Nine Lives»                  | Коллен, Эллиот, МакГроу             | Songs from the Sparkle Lounge | 3:35         |
| 9.  | «Love Bites»                  | Эллиот, Коллен, Кларк, Сэвидж, Ланг | Hysteria                      | 7:28         |
| 10. | «Rock On»                     | Эссекс                              | Yeah!                         | 5:10         |

| №   | Название                                            | Автор(ы)                            | с альбома                       | Длительность |
| --- | --------------------------------------------------- | ----------------------------------- | ------------------------------- | ------------ |
| 1.  | «Two Steps Behind»                                  | Эллиот                              | Retro Active / Last Action Hero | 4:29         |
| 2.  | «Bringin' On the Heartbreak»                        | Эллиот, Уиллис, Кларк               | High 'n' Dry                    | 5:08         |
| 3.  | «Switch 625»                                        | Кларк                               | High 'n' Dry                    | 4:14         |
| 4.  | «Hysteria»                                          | Эллиот, Коллен, Кларк, Сэвидж, Ланг | Hysteria                        | 6:20         |
| 5.  | «Armageddon It»                                     | Эллиот, Коллен, Кларк, Сэвидж, Ланг | Hysteria                        | 5:19         |
| 6.  | «Photograph»                                        | Эллиот, Коллен, Кларк, Сэвидж, Ланг | Pyromania                       | 4:35         |
| 7.  | «Pour Some Sugar on Me»                             | Эллиот, Коллен, Кларк, Сэвидж, Ланг | Hysteria                        | 5:05         |
| 8.  | «Rock of Ages»                                      | Эллиот, Коллен, Кларк, Ланг         | Pyromania                       | 6:11         |
| 9.  | «Let's Get Rocked»                                  | Эллиот, Коллен, Сэвидж, Ланг        | Adrenalize                      | 6:11         |
| 10. | «Action»                                            | Скотт, Коннолли, Прист, Такер       | Retro Active                    | 4:01         |
| 11. | «Bad Actress»                                       | Эллиот                              | Songs from the Sparkle Lounge   | 3:31         |
| 12. | «Undefeated» (новая студийная запись)               | Эллиот                              |                                 | 4:40         |
| 13. | «Kings of the World» (новая студийная запись)       | Сэвидж                              |                                 | 6:12         |
| 14. | «It's All About Believin'» (новая студийная запись) | Коллен, Джеффри Линн Вэнстон        |                                 | 4:22         |

## Сертификации
| Регион                                                                      | Сертификация | Продажи |
| --------------------------------------------------------------------------- | ------------ | ------- |
| США (RIAA)                                                                  | Золотой      | 500 000 |
| Данные о продажах + прослушиваниях приведены только на основе сертификации. |              |         |